# Rumersheim-le-Haut
Rumersheim-le-Haut (Rumersheim in tedesco) è un comune francese di 1 049 abitanti situato nel dipartimento dell'Alto Reno nella regione del Grand Est. Si trova lungo il corso del fiume Reno, e confina per una piccola parte con il comune tedesco di Neuenburg am Rhein.

## Società

### Evoluzione demografica
Abitanti censiti